# Улица Виктора Маслова
Улица Виктора Маслова — улица на юге Москвы в Даниловском районе Южного административного округа у Стадиона имени Эдуарда Стрельцова (стадион «Торпедо»).

## Происхождение названия
Проектируемый проезд № 1267 получил название улица Виктора Маслова в июне 2021 года. Улица названа в память о советском футболисте и тренере Викторе Александровиче Маслове (1910–1977). Улица расположена рядом со стадионом «Торпедо», поскольку карьера выдающегося тренера во многом связана с футбольным московским клубом «Торпедо».

## Описание
Улица начинается от Проектируемого проезда № 6415, проходит на юго-восток, поворачивает на юго-запад, идёт параллельно проезду вдоль ЖК RiverSky, затем поворачивает на северо-запад и вновь выходит на Проектируемый проезд № 6415. К югу от улицы расположен Стадион имени Эдуарда Стрельцова («Торпедо»).